# Walther Böhm
Walther Böhm (* 10. Februar 1877 in Berent; † im 20. Jahrhundert) war ein deutscher Pfarrer und Politiker.

## Leben
Böhm studierte in Berlin und Königsberg Theologie und Philologie und wurde im Oktober 1906 in Danzig ordiniert. Er wurde Hilfsprediger in Pröbernau und im September 1909 Pfarrer in Schöneberg a.W. Im April 1916 erhielt er die Pfarrerstelle in Bohnsack. Bereits in Schöneberg hatte er sich sozial engagiert. Ab August 1917 begann er in allen Küstenorten, in denen noch keine Vereine bestanden, Fischervereine zu gründen. Diese schlossen sich im April 1919 zum Westpreußischen Fischerverband zusammen, dem Böhm vorstand. Der Verband gehörte dem Deutschen Seefischer-Verein an, in dessen Auftrag Böhm die Interessen der West- und Ostpreußischen Fischer vertrat. Durch die Abtrennung der Freien Stadt Danzig gegen den Willen der Bevölkerung musste auch die Organisation der Berufsfischer getrennt werden. Für Danzig entstand der Berufsfischerverband der Freien Stadt Danzig mit Böhm an der Spitze.
Zur Volkstagswahl in Danzig 1923 trat Böhm mit einer eigenen Liste, der „Vereinigung der Fischer, Räucherer, des Kleingewerbes und der Handwerker“, an. Die Liste erhielt 1810 Stimmen oder 1,1 % und gewann einen Sitz im Volkstag. Als Spitzenkandidat war Böhm 1923 bis 1927 Abgeordneter im Volkstag. Er konnte auch in der Volkstagswahl in Danzig 1927 das Mandat verteidigen und schied 1930 aus dem Parlament aus, als seine Liste nur noch 0,45 % der Stimmen erhalten hatte.